# Multituberculata
Multituberculata är en utdöd systematisk grupp av däggdjuren som antagligen hade ett liknande levnadssätt som dagens gnagare. Gruppen uppkom under mellersta jura (för cirka 165 miljoner år sedan) och hade sin blomstringstid under krita och paleocen, de fanns alltså kvar när dinosaurierna utdog. Multituberculata försvann vid slutet av eocen (för cirka 34 miljoner år sedan). Gruppen har inga närmare släktingar hos dagens däggdjur utan utgör en sidogren av evolutionslinjen.
Arterna i gruppen var alltid små. De hade vanligen en storlek mellan en mus och en råtta. De största arterna fanns i familjen Taeniolabioidea och även de var inte större än ett murmeldjur (ungefär 60 centimeter lång). Framtänderna liknade en spade i formen och hörntänder saknades.
Efter uppkomsten spred sig gruppen i Laurasien (idag Eurasien och Nordamerika) men de kom aldrig till Gondwana (fynd som hittades i Sydamerika räknas idag i en självständig grupp Gondwanatheria). Under senare krita var Multituberculata den talrikaste gruppen bland alla däggdjur i Laurasien. Bland alla däggdjursfossil från denna epok är 75 % från Multituberculata. Det antas att gruppen dog ut på grund av gnagarnas uppkomst som fyllde samma ekologiska nisch och som troligtvis var framgångsrikare.
Multituberculata existerade dock över 130 miljoner år, vilket är en av de längsta perioderna av alla däggdjur.

## Rugosodon
År 2013 hittades ett välbevarat fossil av multituberculata i Tiaojishan i Kina. Den upphittade arten fick namnet Rugosodon eurasiaticus och fossilet beräknas vara 160 miljoner år gammalt.